# Franz Alexander Kaufmann
Franz Alexander Kaufmann (* 30. Dezember 1863 in Wertheim; † 1932) war ein deutscher Jurist und Politiker (DNVP).

## Leben
Nach dem Abitur am Gymnasium studierte Kaufmann Rechtswissenschaften. Er bestand das Erste Juristische Staatsexamen, absolvierte das Referendariat an Gerichten und wurde er zum Doktor der Rechte promoviert. Nach Ablegung des Zweiten Juristischen Staatsexamens trat er als Gerichtsassessor in den preußischen Justizdienst ein. Später wirkte er als Landrichter. Am Ersten Weltkrieg nahm er als Soldat teil, zuletzt als Hauptmann der Landwehr.
Kaufmann trat in die Deutschnationale Volkspartei (DNVP) ein und war Erster Vorsitzender der Landestelle der DNVP in Berlin. Von 1919 bis 1921 war er Mitglied der Verfassunggebenden Preußischen Landesversammlung. Im Februar 1921 wurde er als Abgeordneter in den Preußischen Landtag gewählt, dem er ohne Unterbrechung bis 1932 angehörte. Im Parlament vertrat er den Wahlkreis 2 (Berlin).